# サーティース
サーティース (Surtees Racing Organization) はかつてF1に出走していたチームおよびコンストラクターである。2輪(WGP)と4輪(F1)の両方で世界チャンピオンになった唯一のレーサーであるジョン・サーティースが設立した。

## 歴史

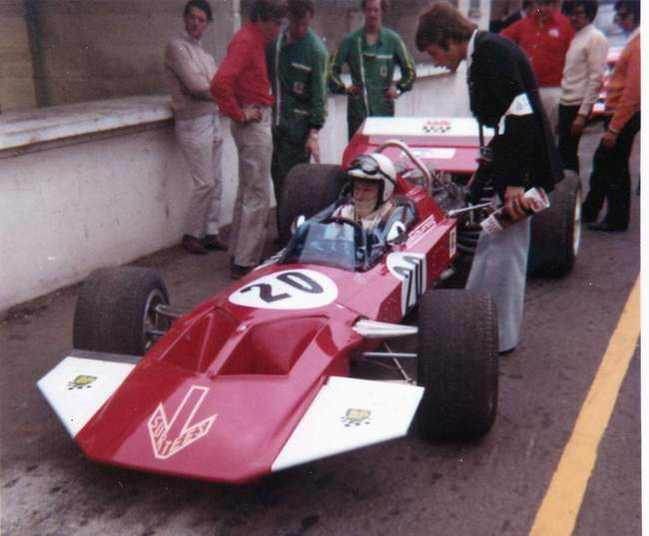
サーティース・TS7（1970年、ブランズハッチ）

それ以前にCan-AmシリーズやF5000でまずまずの成功を収めていたことから、1970年にサーティースは自らのF1チームを設立するに至った。サーティースは1967年から1968年にホンダF1チームと契約していたが、1968年一杯でホンダが撤退したため、BRMへ移籍していた。移籍先で思うような成績を収められなかったことも独自チーム設立の一因と言われる。しかし1970年のシーズン開幕までに独自シャシーの製作が間に合わず、序盤戦はマクラーレンの前年型を使用した。
翌1971年は3台体制でF1シリーズに参戦した。1台目のマシンにチームオーナー兼ドライバーのサーティース、2台目にロルフ・シュトメレン、3台目にはマイク・ヘイルウッド他数人の「ペイ・ドライバー」（チームに金を払ってマシンに乗る）という体制だった。サーティース、シュトメレン、ヘイルウッドの3人がポイント獲得の好成績を収めた。
1972年になると、サーティースはフル参戦を取り止めて、チーム運営に軸足を移すようになる。イタリアGPでチーム初の表彰台となる2位入賞を果たしたヘイルウッドに加えて、アンドレア・デ・アダミッチ、ティム・シェンケンもポイントを獲得し、この年はコンストラクターズ5位となった。
しかし、1972年を境にチームの成績は下り坂へ向かうこととなる。ホセ・カルロス・パーチェやアラン・ジョーンズ、ヴィットリオ・ブランビラらが時折好走を見せるものの、次第に資金的に苦境に追い込まれ、ついに1978年シーズンをもってF1世界選手権から撤退することとなった。サーティースとして最後のマシンとなったグランド・エフェクトカーのTS20＋（プラス）は、1979年にゴードン・スマイリーのドライブでイギリス国内F1選手権であるオーロラAFXシリーズに出走していた。
1976年にデュレックス（コンドームのメーカー）がチームのメインスポンサーに付いたときには、英BBCがF1の放送を中止するという騒ぎに発展している。同年のチャンピオン決定戦となった最終戦F1世界選手権イン・ジャパンで、ようやく放送中止措置が解除されている。このレースでは高原敬武がサーティースと契約し、旧型マシンで参戦している。
2009年、ジョン・サーティースの息子であるヘンリー・サーティースと共に2009年のFIA F2選手権に参戦を開始。チーム名は「サーティース」。しかし、第4戦ブランズハッチのRd.2で、ヘンリーが他車から脱落したタイヤの直撃を頭部に受け死亡してしまった。

## 変遷表
| 年     | エントリー名 | 車体型番        | タイヤ | エンジン    | 燃料・オイル | ドライバー | ランキング | 優勝数 |
| ------ | --- | --------------- | ------ | ----------- | ------------ | --- | ---------- | ------ |
| 1970年 | チーム・サーティース | TS7             | F      | フォードDFV |              | ジョン・サーティース デレック・ベル | 8          | 0      |
| 1971年 | ブルックボンド・オクソ チーム・サーティース アウト・モトール・ウント・シュポルト チーム・サーティース チーム・サーティース * Stiching Autoraces Nederland (TS7) | TS7 TS9 TS9A    | F      | フォードDFV |              | ジョン・サーティース ロルフ・シュトメレン ブライアン・レッドマン デレック・ベル マイク・ヘイルウッド サム・ポージー ジイズ・ファン・レネップ                | 8          | 0      |
| 1972年 | ブルックボンド・オクソ チーム・サーティース * Champcar Inc. (TS9B) * Team Gunston (TS9B)                                                                        | TS9A TS9B TS14  | F      | フォードDFV | フィナ       | マイク・ヘイルウッド ティム・シェンケン アンドレア・デ・アダミッチ ジョン・サーティース ジョン・ラブ サム・ポージー                                         | 5          | 0      |
| 1973年 | ブルックボンド・オクソ チーム・サーティース | TS9A TS9B TS14A | F      | フォードDFV | フィナ       | マイク・ヘイルウッド カルロス・パーチェ アンドレア・デ・アダミッチ ヨッヘン・マス ルイス・ブエノ                                                            | 9          | 0      |
| 1974年 | チーム・サーティース バング&オルフセン チーム・サーティース * AAW Racing (TS16)                                                                                 | TS16            | F      | フォードDFV | フィナ       | カルロス・パーチェ ヨッヘン・マス デレック・ベル ジャン＝ピエール・ジャブイーユ ジョゼ・ドラン ヘルムート・コイニク レオ・キヌーネン ディエター・クェスター | 11         | 0      |
| 1975年 | チーム・サーティース ナショナル・オーガンズ チーム・サーティース                                                                                                | TS16            | G      | フォードDFV | フィナ       | ジョン・ワトソン デーブ・モーガン | -          | 0      |
| 1976年 | チーム・サーティース デュレックス・チーム・サーティース * Team Norev Racing (TS19) * Shell Sport/Whiting (TS19)                                                 | TS19            | G      | フォードDFV | フィナ       | ブレット・ランガー アラン・ジョーンズ コニー・アンデルソン 高原敬武 アンリ・ペスカロロ ディビナ・ガリカ                                                     | 10         | 0      |
| 1977年 | デュレックス・チーム・サーティース ベータ・チーム・サーティース チーム・サーティース * Melchester Racing (TS19)                                                 | TS19            | G      | フォードDFV | フィナ       | ハンス・ビンダー ヴィットリオ・ブランビラ ラリー・パーキンス パトリック・タンベイ ヴァーン・シュパン ランベルト・レオーニ                                   | 11         | 0      |
| 1978年 | チーム・サーティース デュレックス・チーム・サーティース ベータ・チーム・サーティース                                                                            | TS19 TS20       | G      | フォードDFV | フィナ       | ルパート・キーガン ヴィットリオ・ブランビラ ジマックス ルネ・アルヌー ベッペ・ガビアーニ                                                                    | 13         | 0      |